# Viola Shelly Schantz

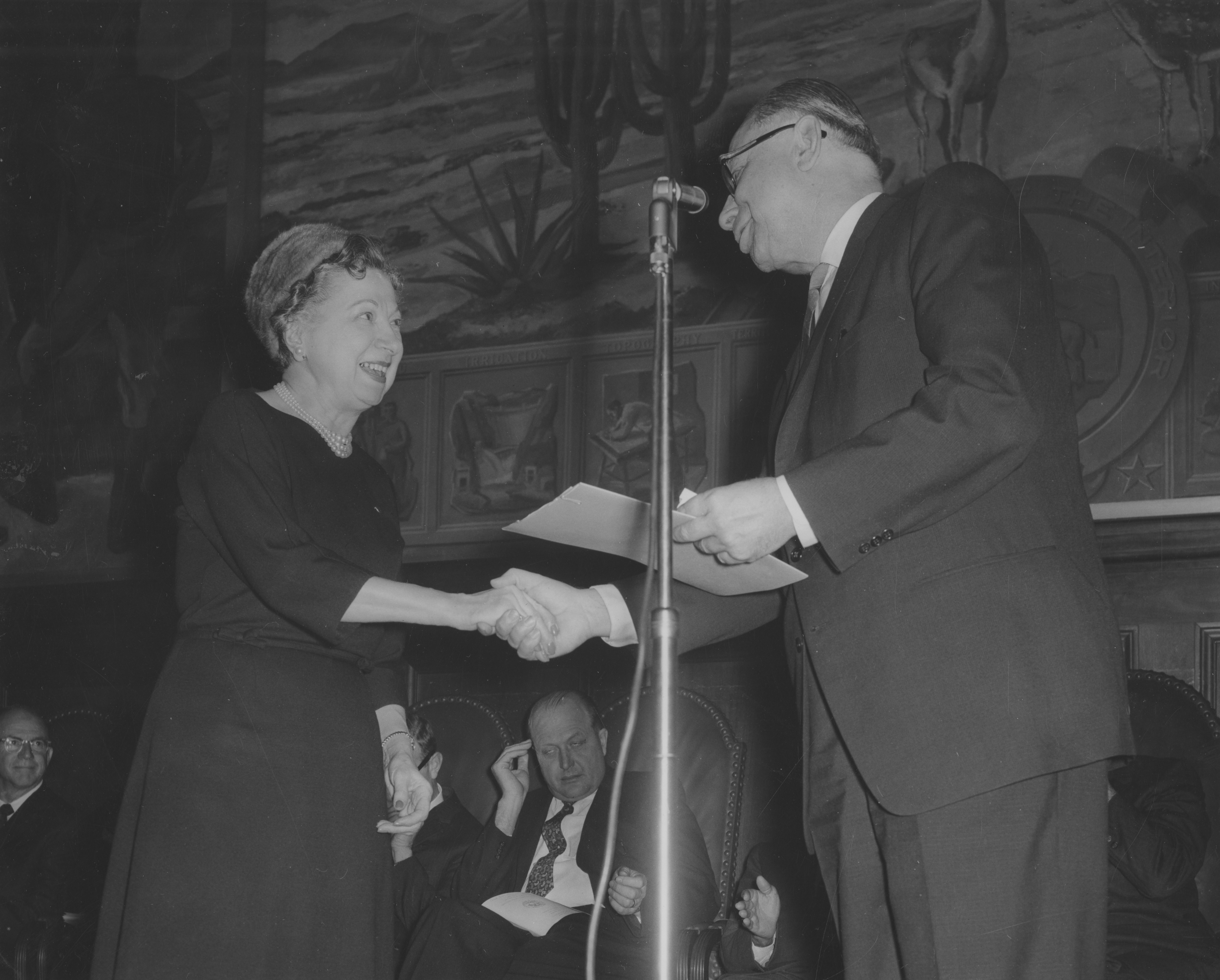
El secretario adjunto del Interior, Frank P. Briggs, entregando a Viola Shelly Schantz la condecoración al «servicio distinguido» en 1962.

Viola Shelly Schantz (22 de junio de 1895-mayo de 1977) fue una bióloga y zoóloga estadounidense. Trabajó para el Servicio de Pesca y Vida Silvestre de los Estados Unidos de 1918 a 1961, y ejerció como asistente biológica, bióloga y zoologista sistemática. Estando en la Institución Smithsoniano a lo largo de su carrera, también se desempeñó como conservadora de la colección de mamíferos de América del Norte en el Museo Nacional de Historia Natural.

## Biografía
Viola S. Schantz nació el 22 de junio de 1895 en el municipio de Salisbury, condado de Lehigh, Pensilvania, hija de John y Laura Schantz.
Murió en mayo de 1977 a la edad de 82 años en el distrito de Columbia.

## Logros profesionales
Schantz fue una de los miembros fundadores de la American Society of Mammalogists (ASM), y estuvo presente en su reunión inaugural en el Museo Nacional de los Estados Unidos (ahora Museo Nacional de Historia Natural), en Washington D. C. el 3-4 de abril de 1919. Schantz fue tesorera de la organización durante veintidós años consecutivos, desde 1930 hasta 1952, y fue la primera mujer en ocupar el cargo de presidenta del Comité Local para la junta anual de la ASM en 1959.
Es coautora de un catálogo completo de los especímenes de mamíferos en las colecciones del Museo Nacional de los Estados Unidos, que fue publicada en 1942.
Recibió el premio al «servicio distinguido», presentado por el Departamento del Interior de los Estados Unidos en 1962.